# Alchemilla xanthochlora
L'erba stella (Alchemilla xanthochlora Rothm., 1937) è una pianta appartenente alla famiglia Rosaceae.

## Etimologia
Alchemilla: dall'arabo alkemelych (alchimia), perché gli alchimisti impegnavano tali piante per la ricerca della pietra filosofale, utilizzando l'acqua che si raccoglieva sulla superficie delle foglie.

## Descrizione
È una pianta erbacea con rizoma obliquo radicato e fusto alto fino a 40 cm.

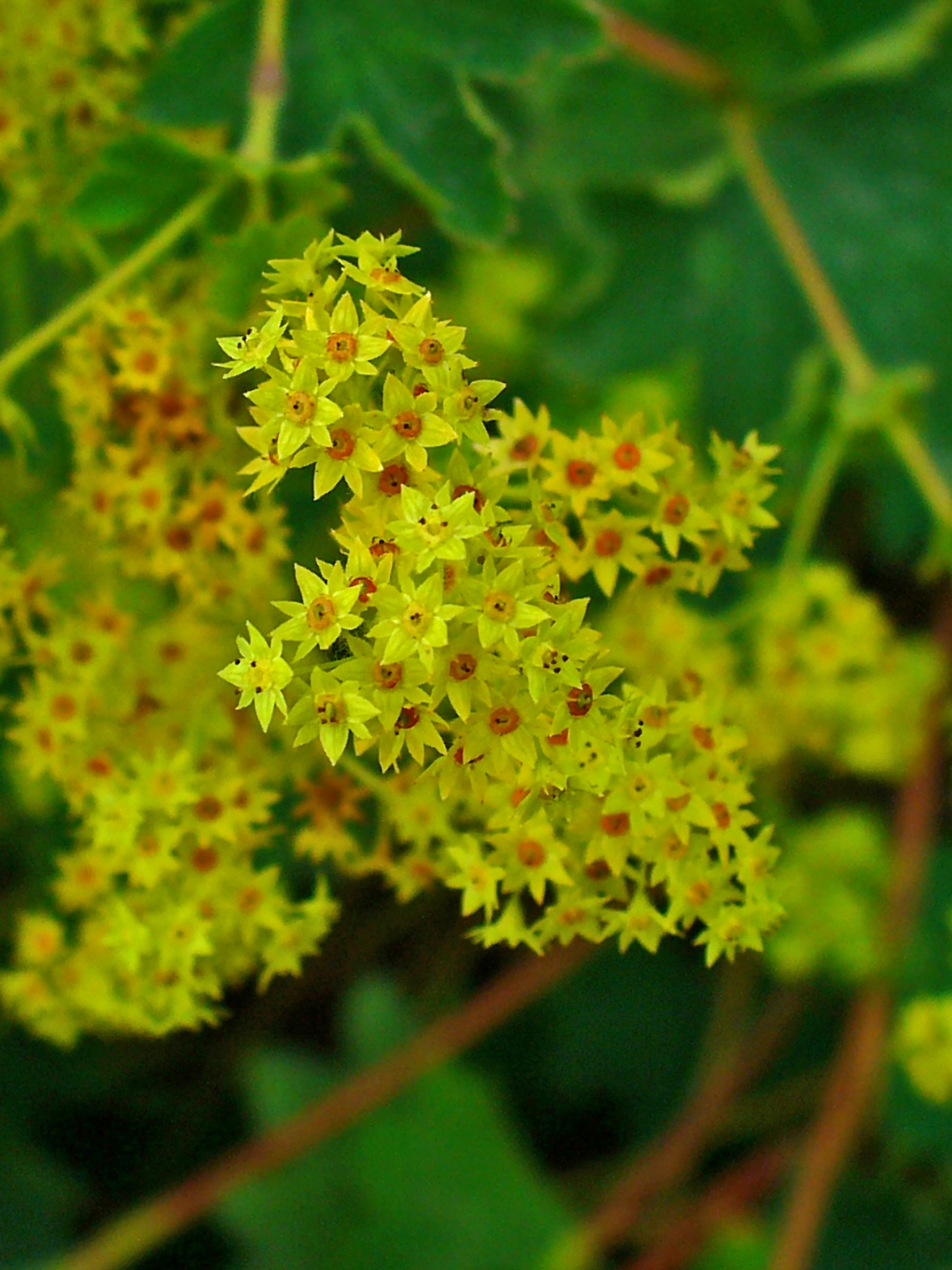

Le foglie sono lobate, opache pelose dentate con profonde insenature tra i lobi. Ai margini delle foglie sono presenti piccole aperture in grado di espellere attivamente l'acqua
I fiori sono di colore verde tendente al giallo, privi di corolla, a due o quattro stami.
Il frutto è formato da 1-4 acheni, racchiusi nel calice.

## Distribuzione e habitat
La specie è ampiamente diffusa in tutta Europa.
Pianta comune nei prati e nei pascoli montani ricchi di umidità.

## Proprietà
Astringente. Emostatica. Contro dismenorree. Vengono usate le foglie raccolte d'estate. È indicata nelle gengive infiammate e sanguinanti, ma anche per lavare le ferite, calmare le irritazioni e le infiammazioni delle mucose, alleviare i dolori mestruali. Le sue foglie sono ricche di tannini e viene consigliata la loro assunzione tramite decotto e infuso.